# Asim Ademow
Asim Achmedow Ademow, bułg. Асим Ахмедов Адемов (ur. 3 grudnia 1968 w Dybnicy) – bułgarski polityk, poseł do Parlamentu Europejskiego VIII i IX kadencji.

## Życiorys
Ukończył szkołę średnią w Goce Dełczew, następnie instytut pedagogiczny w Kyrdżali i studia z filologii bułgarskiej na Uniwersytecie w Płowdiwie. Uzyskał magisterium z zakresu administracji publicznej na uczelni w Błagojewgradzie. Pracował jako nauczyciel i dyrektor szkoły w miejscowości Dołno Drjanowo.
Zaangażował się w działalność polityczną w ramach ugrupowania Obywatele na rzecz Europejskiego Rozwoju Bułgarii (GERB). W 2011 został radnym gminy Gyrmen. Pełnił później funkcję wiceprzewodniczącego administracji obwodu Błagojewgrad.
W wyborach w 2014 z listy swojej partii kandydował do Europarlamentu. Mandat poselski objął we wrześniu 2017 w miejsce Mariji Gabriel. W PE VIII kadencji dołączył do grupy chadeckiej. W 2019 z powodzeniem ubiegał się o reelekcję.